# 體育廳
體育廳（日语：スポーツ庁）是日本行政機關之一，為文部科學省的外局。其使命是促進體育運動，並全面推動其他與體育有關的措施。2015年10月1日建立。

## 外部連結
- スポーツ庁 （页面存档备份，存于）（日語）